# Magnar
Magnar ist ein männlicher Vorname.
Er ist eine norwegische Variante des Namens Magnus.

## Bekannte Namensträger
- Magnar Åm (* 1952), norwegischer Komponist, Organist und Kantor
- Lars Magnar Enoksen (* 1960), norwegisch-schwedischer Autor und altnordischer Glíma-Ringer
- Magnar Estenstad (1924–2004), norwegischer Skilangläufer
- Magnar Lundemo (1938–1987), norwegischer Skilangläufer und Leichtathlet
- Magnar Fosseide (1913–1983), norwegischer Skisportler
- Magnar Solberg (* 1937), norwegischer Biathlet